# John-John Dohmen
John-John Dohmen (Anderlecht, 24 januari 1988) is een Belgisch hockeyer. 

## Levensloop
Dohmen begon met hockey op 5-jarige leeftijd bij Royal Léopold HC. In 2008 maakte hij de overstap naar Waterloo Ducks te Waterloo. Sinds 2020 is de middenvelder actief als speler en coach bij Royal Orée. In 2010 won hij de gouden stick van de Belgische hockeybond. 
Met het nationaal team werd hij 9de op de Olympische Spelen van 2008 in Beijing en nam hij deel aan de Olympische Spelen van 2012 in Londen waar hij met het team 5e werd. Ook in Rio 2016 was hij lid van de Red Lions die zilver behaalden. In 2016 kreeg hij ook de prijs voor de beste hockeyspeler ter wereld. 2021 werd het jaar waarin hij met de Red Lions de gouden medaille behaalde op de Olympische Spelen van 2020 in Tokyo. 
Dohmen studeert osteopathie aan de Université libre de Bruxelles.